# Pastor de Asia Central
El pastor de Asia Central, también conocido como alabai (en kazajo: Түбет; en turcomano: Alabaý), es una raza de perro de montaña originaria de Asia Central, concretamente de Kazajistán y Turkmenistán. Tradicionalmente, se utilizaba para la vigilancia de rebaños de ovejas y cabras, así como para la protección y la vigilancia.[cita requerida]

## Historia
El pastor de Asia Central probablemente se originó a partir de cruces entre el mastín tibetano y el gampr armenio. Se trata de una raza natural, cuyo desarrollo es esencialmente el resultado de la selección natural en su región de origen que se extiende desde el mar Caspio hasta Afganistán pasando por los Urales.[cita requerida]

## Descripción
El pastor de Asia Central es un perro grande, tosco y de complexión maciza. El cuerpo es fuerte, musculoso y voluminoso, pero los músculos no son visibles. La longitud del cuerpo es muy poco mayor que la altura a la cruz. De implantación alta, la cola tiene forma de hoz[cita requerida] y se lleva caída; llega hasta el corvejón si no está cortada. Las extremidades tienen huesos fuertes, paralelos y rectos.[cita requerida] Las patas traseras están ligeramente más separadas que las delanteras. El trote es extendido, bien impulsado por los cuartos traseros.[cita requerida]
La cabeza es maciza y bien proporcionada al conjunto, de forma casi rectangular. El hocico truncado es de forma rectangular y muy voluminoso; Disminuye muy poco hacia la nariz. La parada está moderadamente marcada. La nariz es negra en los perros negros y más clara en los perros de pelaje claro.[cita requerida] Los ojos, de tamaño mediano y forma ovalada, están bien separados y son de color marrón a avellana, preferiblemente oscuros. De tamaño mediano, las orejas son pequeñas, colgantes, de implantación baja y de forma triangular. Las orejas se cortan tradicionalmente muy cortas en los países donde la ley lo permite.[cita requerida]
El pelaje es abundante, áspero, liso con una capa interna bien desarrollada. En la cabeza y la parte delantera de las extremidades el pelo es más corto.[cita requerida] Se aceptan dos variedades de pelo largo y de pelo corto. De 7 a 8 cm de largo, el pelo largo forma una melena en el cuello, flecos detrás de las orejas, en la parte posterior de las extremidades y en la cola. El pelo corto mide de 3 a 5 cm de largo y es liso. Se aceptan todos los colores de pelaje excepto el azul, el marrón y la presencia de un pelaje negro sobre el color leonado.[cita requerida]